# Litoriusz
Litoriusz – imię męskie pochodzenia łacińskiego, utworzone od słowa litus, litoris — "wybrzeże", i oznaczające "człowieka mieszkającego na wybrzeżu". Patronem tego imienia w Kościele katolickim jest św. Litoriusz z Tours, którego imię niekiedy błędnie zapisywano jako Ligoriusza lub Lidoriusza oraz przypisywano mu męczeństwo w Wenecji. 
Litoriusz imieniny obchodzi 13 września. 
Odpowiedniki w innych językach:
- łacina — Litoriusz, Lidorius
- język francuski — Litoire, Lidoire
- język włoski — Litorio